# César-díjak 2007
A 32. César-díj átadó ünnepségre 2007. február 24-én került sor a párizsi Châtelet Színházban. Az ünnepségen Claude Brasseur színész elnökölt, a házigazda pedig ismét Valérie Lemercier színész-rendezőnő volt.
A díjazott kategóriák 2007-ben kis mértékben változtak: visszatértek a versenybe a dokumentum filmek, immár terjedelmi korlátozás nélkül, így a díj elnevezése a legjobb dokumentum rövidfilm helyett legjobb dokumentumfilm lett.
A filmes szakma mintegy 3500 képviselőjének szavazata alapján összeállított jelölések listáját 2007. január 26-án hozták nyilvánosságra. A 2006. év francia filmterméséből három – témáját és műfaját tekintve erősen különböző – film került a nagy esélyesek közé: mindegyik 9 jelölést kapott. Közülük sokan a „klasszikus” témát feldolgozó Lady Chatterleyt tartották favoritnak, hiszen a francia kritikusok már véleményt alkottak róla, amikor neki ítélték a 2006. évi Louis Delluc-díjat. A dicsőség arcai című háborús dráma részére jó ajánlólevélnek ígérkezett, hogy szereplőgárdája elismerésben részesült a 2006-os cannes-i fesztiválon, 2007-ben pedig jelölték a legjobb idegen nyelvű filmnek járó Oscar-díjra. A harmadik egy közönségsikert aratott krimi, a Senkinek egy szót se! volt. 8 jelölést (köztük a legjobb rendező) kapott Alain Resnais Szívek című alkotása, és hetet az Amikor énekes voltam. 
A gálaest megnyitóján hosszan megemlékeztek a közelmúltban elhunyt színészóriásról, Philippe Noiret-ről.
A díjátadó ünnepség nagy nyertese Pascale Ferran Lady Chatterley című filmje lett, mely végül is a 9 jelölésből ötöt söpört be, közöttük olyan jelentős díjakat, mint a legjobb film, legjobb színésznő, vagy a legjobb operatőr. A díj átvételekor a film rendezőnője visszatért az elmúlt évek vitáihoz, és hosszasan ecsetelte a francia filmgyártás finanszírozási problémáit.
A gála legnagyobb vesztese A dicsőség arcai és alkotógárdája volt: a 9 jelölésből a film csupán a legjobb eredeti forgatókönyvnek járó díjat kapta meg.
A legjobb külföldi alkotások versenyében indult öt jelöltből (A család kicsi kincse, A királynő, Bábel, Brokeback Mountain – Túl a barátságon és Volver) a várakozásokkal ellentétben nem ez utóbbi Pedro Almodóvar-film nyert, hanem folytatódott az amerikai sikersorozat (a bejelentést fütty kísérte), a Césart a Jonathan Dayton–Valérie Faris házaspár vehette át A család kicsi kincse című alkotásukért.

## Díjazottak és jelöltek
| Díjak                            | Díjazottak és jelöltek |
| -------------------------------- | --- |

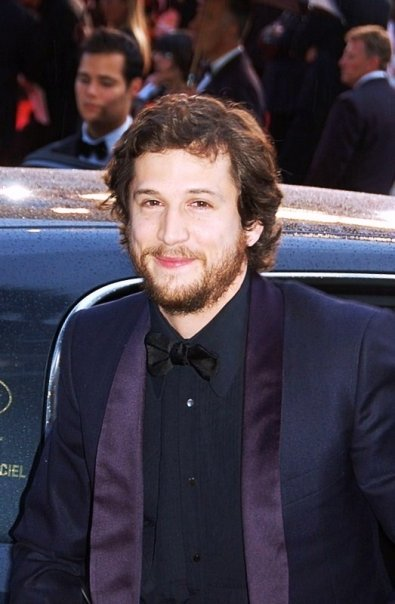
Guillaume Canet, a legjobb rendező

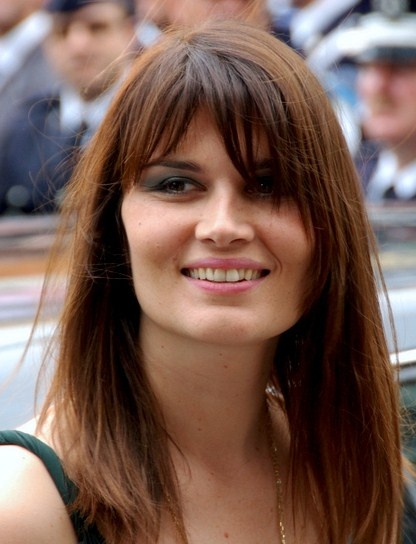
Marina Hands, a legjobb színésznő

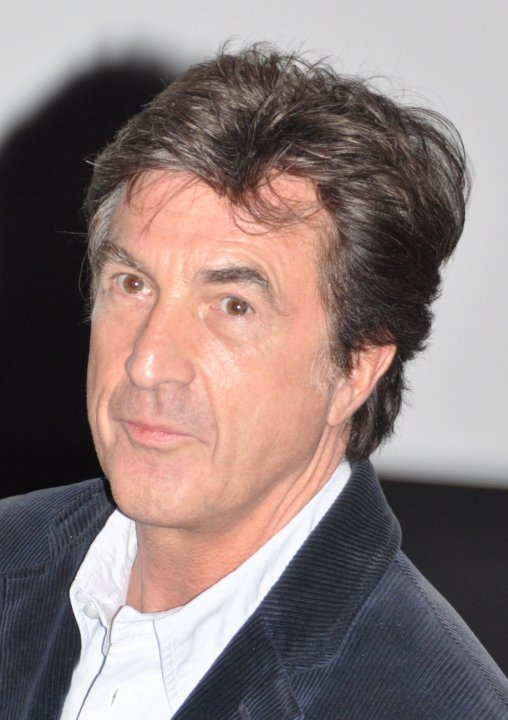
François Cluzet, a legjobb színész

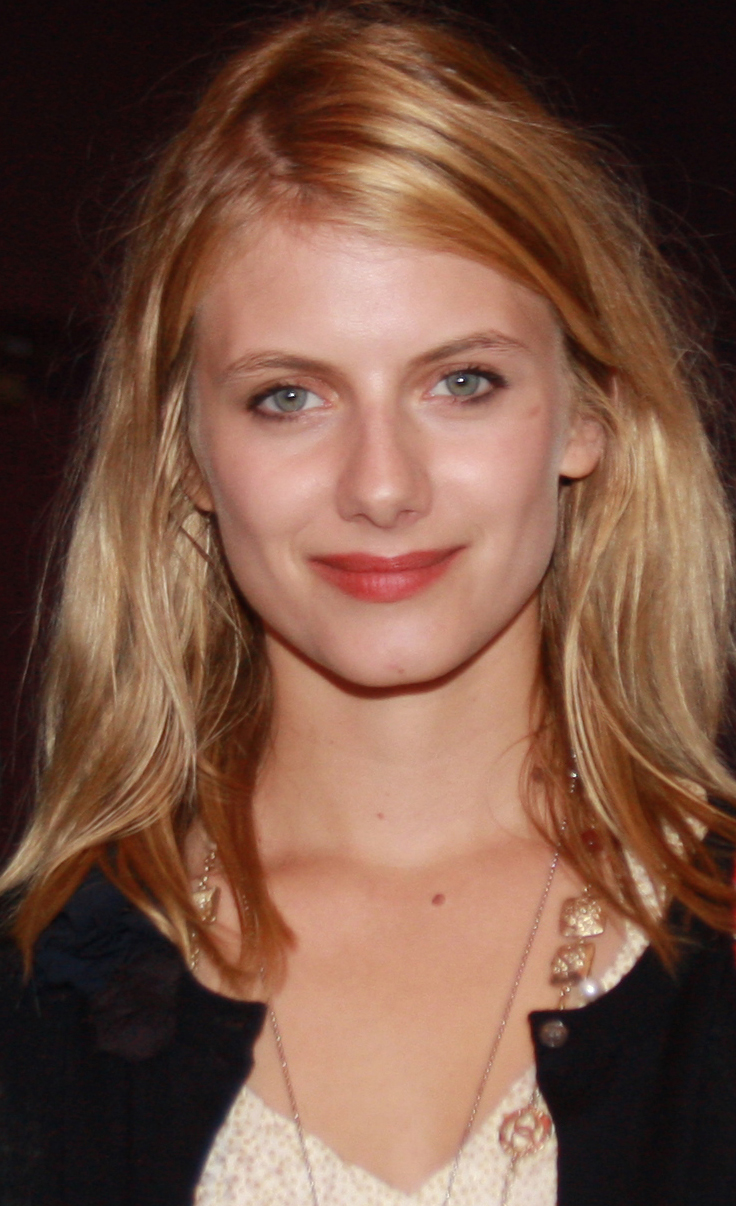
Mélanie Laurent, a legígéretesebb fiatal színésznő

| Legjobb film                     | - Lady Chatterley, rendezte: Pascale Ferran - A dicsőség arcai (Indigènes), rendezte: Rachid Bouchareb - Amikor énekes voltam (Quand j'étais chanteur), rendezte: Xavier Giannoli - Köszönöm, jól vagyok (Je vais bien, ne t'en fais pas), rendezte: Philippe Lioret - Senkinek egy szót se! (Ne le dis à personne), rendezte: Guillaume Canet                                                                                          |
| Legjobb rendező                  | - Guillaume Canet – Senkinek egy szót se! (Ne le dis à personne) - Rachid Bouchareb – A dicsőség arcai (Indigènes) - Pascale Ferran – Lady Chatterley - Philippe Lioret – Köszönöm, jól vagyok (Je vais bien, ne t'en fais pas) - Alain Resnais – Szívek (Cœurs) |
| Legjobb színésznő                | - Marina Hands – Lady Chatterley - Cécile de France – Művészlelkek (Fauteuils d'orchestre) - Cécile de France – Amikor énekes voltam (Quand j'étais chanteur) - Catherine Frot – A bosszú kottája (La tourneuse de pages) - Charlotte Gainsbourg – Igen, akarom? (Prête-moi ta main) |
| Legjobb színész                  | - François Cluzet – Senkinek egy szót se! (Ne le dis à personne) - Michel Blanc – Tök jóképű vagy! (Je vous trouve très beau) - Alain Chabat – Igen, akarom? (Prête-moi ta main) - Gérard Depardieu – Amikor énekes voltam (Quand j'étais chanteur) - Jean Dujardin – OSS 117: Képtelen kémregény (OSS 117 : Le Caire nid d'espions) |
| Legjobb mellékszereplő színésznő | - Valérie Lemercier – Művészlelkek (Fauteuils d'orchestre) - Christine Citti – Amikor énekes voltam (Quand j'étais chanteur) - Dani – Művészlelkek (Fauteuils d'orchestre) - Mylène Demongeot – Könnyű élet (La Californie) - Bernadette Lafont – Igen, akarom? (Prête-moi ta main) |
| Legjobb mellékszereplő színész   | - Kad Merad – Köszönöm, jól vagyok (Je vais bien, ne t'en fais pas) - Dany Boon – Botcsinálta nőcsábász (La doublure) - François Cluzet – Ötcsillagos szálloda (Quatre étoiles) - André Dussollier – Senkinek egy szót se! (Ne le dis à personne) - Guy Marchand – Párizsban (Dans Paris) |
| Legígéretesebb fiatal színésznő  | - Mélanie Laurent – Köszönöm, jól vagyok (Je vais bien, ne t'en fais pas) - Déborah François – A bosszú kottája (La tourneuse de pages) - Marina Hands – Lady Chatterley - Aïssa Maïga – Bamako - Maïwenn – Pardonnez-moi |
| Legígéretesebb fiatal színész    | - Malik Zidi – Les amitiés maléfiques - Georges Babluani – A 13-as (13 Tzameti) - Rasha Bukvic – Könnyű élet (La Californie) - Arié Elmaleh – Mindenki iskolája (L'école pour tous) - Vincent Rottiers – Az átutazó (Le passager) - James Thierrée – Tökéletlen páros (Désaccord parfait) |
| Legjobb operatőr                 | - Julien Hirsch – Lady Chatterley - Patrick Blossier – A dicsőség arcai (Indigènes) - Éric Gautier – Szívek (Cœurs) - Christophe Offenstein – Senkinek egy szót se! (Ne le dis à personne) - Guillaume Schiffman – OSS 117: Képtelen kémregény (OSS 117 : Le Caire nid d'espions) |
| Legjobb vágás                    | - Hervé de Luze – Senkinek egy szót se! (Ne le dis à personne) - Martine Giordano – Amikor énekes voltam (Quand j'étais chanteur) - Yannick Kergoat – A dicsőség arcai (Indigènes) - Sylvie Landra – Művészlelkek (Fauteuils d'orchestre) - Hervé de Luze – Szívek (Cœurs) |
| Legjobb eredeti forgatókönyv     | - Olivier Lorelle és Rachid Bouchareb – A dicsőség arcai (Indigènes) - Xavier Giannoli – Amikor énekes voltam (Quand j'étais chanteur) - Isabelle Mergault – Tök jóképű vagy! (Je vous trouve très beau) - Danièle Thompson és Christopher Thompson – Művészlelkek (Fauteuils d'orchestre) - Laurent Tuel és Christophe Turpin – Jean-Philippe                                                                                          |
| Legjobb adaptáció                | - Pascale Ferran, Roger Bohbot és Pierre Trividic – Lady Chatterley - Guillaume Canet és Philippe Lefèbvre – Senkinek egy szót se! (Ne le dis à personne) - Jean-François Halin és Michel Hazanavicius – OSS 117: Képtelen kémregény (OSS 117 : Le Caire nid d'espions) - Philippe Lioret és Olivier Adam – Köszönöm, jól vagyok (Je vais bien, ne t'en fais pas) - Jean-Michel Ribes – Szívek (Cœurs)                                  |
| Legjobb filmzene                 | - Mathieu Chedid – Senkinek egy szót se! (Ne le dis à personne) - Armand Amar– A dicsőség arcai (Indigènes) - Jérôme Lemonnier– A bosszú kottája (La tourneuse de pages) - Mark Snow – Szívek (Cœurs) - Gabriel Yared – Azur et Asmar |
| Legjobb hang                     | - François Musy és Gabriel Hafner – Amikor énekes voltam (Quand j'étais chanteur) - Jean-Marie Blondel, Thomas Desjonquères és Gérard Lamps – Szívek (Cœurs) - Jean-Jacques Ferran, Nicolas Moreau és Jean-Pierre Laforce – Lady Chatterley - Pierre Gamet, Jean Goudier és Gérard Lamps – Senkinek egy szót se! (Ne le dis à personne) - Olivier Hespel, Olivier Walczak, Franck Rubio és Thomas Gauder – A dicsőség arcai (Indigènes) |
| Legjobb díszlet                  | - Maamar Ech Cheikh – OSS 117: Képtelen kémregény (OSS 117 : Le Caire nid d'espions) - Dominique Douret – A dicsőség arcai (Indigènes) - Jean-Luc Raoul – Tigris brigád (Les brigades du Tigre) - François-Renaud Labarthe – Lady Chatterley - Jacques Saulnier – Szívek (Cœurs) |
| Legjobb jelmez                   | - Marie-Claude Altot – Lady Chatterley - Jackie Budin – Szívek (Cœurs) - Charlotte David – OSS 117: Képtelen kémregény (OSS 117 : Le Caire nid d'espions) - Pierre-Jean Larroque – Tigris brigád (Les brigades du Tigre) - Michèle Richer – A dicsőség arcai (Indigènes) |
| Legjobb elsőfilm                 | - Tök jóképű vagy! (Je vous trouve très beau), rendezte: Isabelle Mergault - A 13-as (13 Tzameti),. rendezte: Gela Babluani - Les fragments d'Antonin, rendezte: Gabriel Le Bomin - Pardonnez-moi, rendezte Maïwenn - Szerelemgyerek (Mauvaise foi), rendezte: Roschdy Zem |
| Legjobb dokumentum rövidfilm     | - Dans la peau de Jacques Chirac, rendezte: Karl Zéro és Michel Royer - La fille du juge, rendezte: William Karel - Ici Najac, à vous la Terre, rendezte: Jean-Henri Meunier - Là-bas, rendezte: Chantal Akerman - Zidane, egy XXI. századi portré (Zidane, un portrait du XXIe siècle), rendezte: Philippe Parreno és Douglas Gordon                                                                                                   |
| Legjobb rövidfilm                | - Fais de beaux rêves, rendezte: Marilyne Canto - Bonbon au poivre, rendezte: Marc Fitoussi - La leçon de guitare, rendezte: Martin Rit - Le mammouth Pobalski, rendezte: Jacques Mitsch - Les volets, rendezte: Lyèce Boukhitine |
| Legjobb külföldi film            | - A család kicsi kincse (Little miss Sunshine), rendezte Jonathan Dayton és Valérie Faris ( USA) - A királynő (The Queen), rendezte: Stephen Frears ( GBR, FRA, ITA) - Bábel (Babel), rendezte: Alejandro González Iñárritu ( FRA, USA, MEX) - Brokeback Mountain – Túl a barátságon (Brokeback Mountain), rendezte: Ang Lee ( USA, CAN) - Volver, rendezte: Pedro Almodóvar ( ESP)                                                     |
| Tiszteletbeli César              | - Marlène Jobert - Jude Law |

## Többszörös jelölések és elismerések
A statisztikában a különdíjak nem lettek figyelembe véve.
| Jelölés | Díj | Magyar cím                  | Eredeti cím                      |
| ------- | --- | --------------------------- | -------------------------------- |
| 9       | 5   | Lady Chatterley             | Lady Chatterley                  |
| 9       | 4   | Senkinek egy szót se!       | Ne le dis à personne             |
| 9       | 1   | A dicsőség arcai            | Indigènes                        |
| 8       | 0   | Szívek                      | Cœurs                            |
| 7       | 1   | Amikor énekes voltam        | Quand j'étais chanteur           |
| 5       | 2   | Köszönöm, jól vagyok        | Je vais bien, ne t'en fais pas   |
| 5       | 1   | Művészlelkek                | Fauteuils d'orchestre            |
| 5       | 1   | OSS 117: Képtelen kémregény | OSS 117 : Le Caire nid d'espions |
| 3       | 1   | Tök jóképű vagy!            | Je vous trouve très beau         |
| 3       | 0   | A bosszú kottája            | La tourneuse de pages            |
| 3       | 0   | Igen, akarom?               | Prête-moi ta main                |
| 2       | 0   | Könnyű élet                 | La Californie                    |
| 2       | 0   | A 13-as                     | 13 Tzameti                       |
| 2       | 0   | Pardonnez-moi               | Pardonnez-moi                    |
| 2       | 0   | Tigris brigád               | Les brigades du Tigre            |